# Luca Sestak
Luca Sestak (Celle, 10 de janeiro de 1995) é um pianista alemão de jazz, blues e boogie-woogie.

## Carreira musical
Sestak começou a tocar piano, com a idade de oito anos e meio, quando foi enviado por seus pais para uma professora de piano. Até março de 2014 seus primeiros vídeos tinham recebidos até 1,8 milhões de visualizações no YouTube.

## Discografia
- 2010: Lost in Boogie (CD solo)
- 2014: NEW WAY (CD solo)